# Wimbledon Championships 1890
Die 14. Wimbledon Championships fanden 1890 auf dem Gelände des All England Lawn Tennis and Croquet Club an der Worple Road statt. Bei den Herren traten 30 Teilnehmer an, während bei den Damen mit nur vier Spielerinnen das kleinste Teilnehmerfeld in der Geschichte des Turniers von Wimbledon verzeichnet wurde.
Die Regeln wurden dahingehend geändert, dass nun die Spieler die Seiten wechselten, wenn die Summe der gespielten Spiele im Satz ungerade ist. Bis dahin wurden die Seiten nach jedem Satz gewechselt, oder auf ausdrücklichen Wunsch eines Spielers oder des Schiedsrichters nach jedem Spiel.
Mit Willoughby Hamilton und Lena Rice im Einze sowie Joshua Pim und Frank Stoker im Doppel gingen alle Titel an irischstämmige Spieler.

## Herreneinzel
In der Challenge Round besiegte Willoughby Hamilton den Titelverteidiger William Renshaw in fünf Sätzen. Renshaw trat nach seiner Niederlage nicht mehr in Wimbledon an.

## Dameneinzel
Die Vorjahressiegerin Blanche Bingley trat aufgrund einer Schwangerschaft nicht an. Das Finale bestritten die Vorjahresfinalistin Lena Rice und May Jacks, das Rice mit 6:4 und 6:1 für sich entscheiden konnte.

## Herrendoppel
Joshua Pim und Frank Stoker schlugen im Doppelfinale Ernest Lewis und George Whiteside Hillyard mit 6:0, 7:5 und 6:4.